# Davilla alata
Davilla alata är en tvåhjärtbladig växtart som först beskrevs av Étienne Pierre Ventenat, och fick sitt nu gällande namn av John Isaac Briquet. Davilla alata ingår i släktet Davilla, och familjen Dilleniaceae. Inga underarter finns listade i Catalogue of Life.